# Giavanesi
I Giavanesi (Ngoko Javanese: ꦮꦺꦴꦁꦗꦮ, Krama Javanese: ꦠꦶꦪꦁꦗꦮꦶ, Ngoko Gêdrìk: wòng Jåwå, Krama Gêdrìk: tiyang Jawi, Indonesiano: suku Jawa) sono un gruppo etnico nativo dell'isola indonesiana di Giava. Con approssimativamente 100 milioni di persone (2011) formano il gruppo etnico più esteso in Indonesia.
Si trovano in maniera predominante nelle aree centrali e orientali dell'isola. C'è anche un numero significativo di discendenti giavanesi nella maggior parte delle province indonesiane, in Malesia, a Singapore, in Suriname, Africa del sud e nei Paesi Bassi.
Il gruppo etnico giavanese ha molti sottogruppi come i Mataram, Cirebonesi, Osing, Tenggeresi, Boyanesi, Samin, Naganesi, Banyumasan etc.
La maggior parte dei giavanesi è di fede musulmana, con minoranze cristiane e indù. Tuttavia la civiltà giavanese fu influenzata per più di un millennio dalle interazioni con i nativi animisti Kejawen e la cultura indo-buddista indiana; questa influenza è ancora visibile nella storia, cultura, forme d'arte e tradizioni giavanesi.

## Storia
Come molti gruppi etnici indonesiani, tra cui i sundanesi di Giava Occidentale, i giavanesi sono di origine austronesiana, e i loro antenati sono ritenuti originari di Taiwan, prima di migrare attraverso le Filippine per raggiungere Giava tra il 1500 e il 1000 a.C. Tuttavia, secondo i recenti studi genetici, i giavanesi, insieme ai sundanesi e ai balinesi, possiedono una percentuale quasi equa di marcatori genetici condivisi tra i lignaggi austronesiani ed austroasiatici.

### Antichità

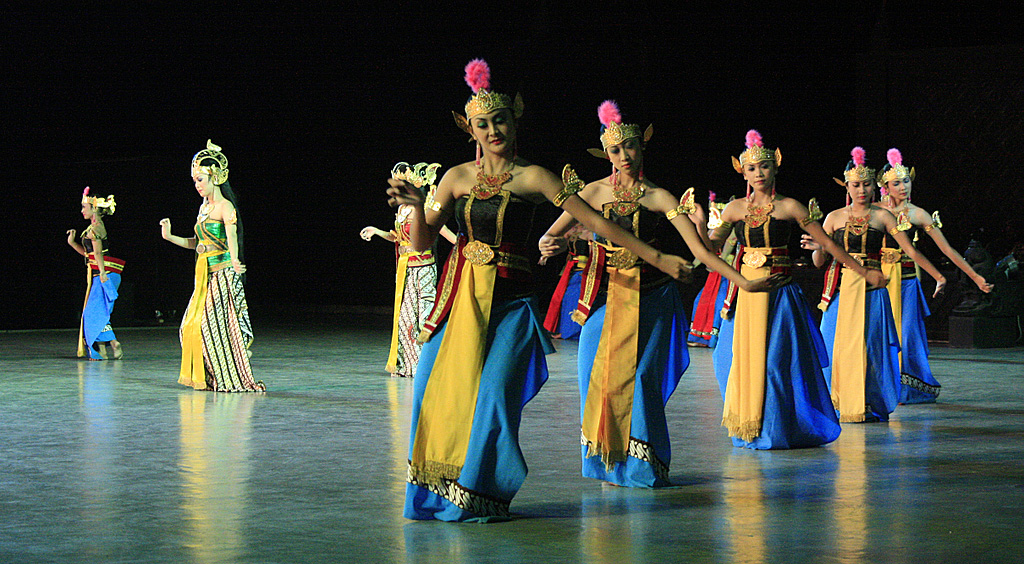
I giavanesi hanno adattato vari aspetti della cultura indiana, tra cui l'epica Rāmāyaṇa.

L'influenza dell'induismo e del buddhismo sopraggiunse tramite contatti con mercanti e visitatori provenienti dal subcontinente indiano nel V secolo, provocando una fusione tra le fedi induiste, buddhiste e giavanesi in un'unica filosofia locale.
La culla della cultura giavanese è comunemente ritenuta originaria nelle pianure di Kedu e Kewu nelle pianure fertili del Monte Merapi nel cuore del Regno di Medang i Bhumi Mataram. Quella fu la base delle dinastie Sanjaya e Sailendra.
Il centro della cultura e delle politiche di Giava si spostò verso la parte orientale dell'isola quando Mpu Sindok (r. 929-947) spostò la capitale dei regni ad est delle valli del fiume Brantas nel X secolo d.C., forse per via di un'eruzione vulcanica del monte Merapi e/o un'invasione di Srivijaya.
La grande diffusione dell'influenza giavanese accadde sotto Kertanegara di Singhasari nel tardo XII secolo. Attuando una politica espansionistica, il re lanciò non poche spedizioni a Madura, su Bali nel 1284, sul Borneo e soprattutto a Sumatra nel 1275. Dopo la sconfitta del regno di Melayu, Singhasari fu il padrone del commercio nello stretto di Malacca.
Il dominio Singhasari fu interrotto nel 1292 dalla rivolta di Kediri sotto Jayakatwang, che uccise Kertanegara. Tuttavia, Jayakatwang regno brevemente come re di Giava, in quanto fu a sua volta sconfitto dal figliastro di Kertanegara, Raden Wijaya, aiutato dai Mongoli, nel marzo del 1293.
Raden Wijaya avrebbe poi fondato il regno di Majapahit vicino al delta del fiume Brantas nell'odierna Mojokerto, su Giava Orientale. Il regno di Majapahit avrebbe continuato le politiche di Kertanegara sotto Hayam Wuruk e il suo ministro Gajah Mada.
Vari regni di Giava erano attivamente coinvolti nel commercio di spezie che si trovava nella Via della Seta. Sebbene non fossero grandi produttori di spezie, questi regni ne erano grandi importatori, e lo scambiavano con il riso, di cui Giava ne era un grande produttore. Majapahit è di solito considerato come il più grande di questi regni; era una potenza sia agraria che marittima, che combinava coltivazioni di riso con il commercio con potenze straniere. Le rovine della capitale si trovano a Trowulan.

### Epoca dei sultanati
L'Islam pose ben presto piede nelle città costiere del nord di Giava, tra cui Gresik, Ampel Denta (Surabaya), Tuban, Demak e Kudus. La diffusione e il proselitismo dell'Islam tra i giavanesi fu tradizionalmente accreditata a Wali Songo.
La diffusione dell'Islam fu il maggiore cambiamento per i giavanesi: tanto per cominciare, a seguito di dispute di successione e di guerre civili, il potere dei Majapahit crollò, provocando la liberazione di varie dipendenze e vassalli. Il sultanato di Demak divenne la nuova maggiore potenza, in quanto prese la sua supremazia su varie città-stato della costa settentrionale di Giava. Oltre al suo potere sulle altre città-stato giavanesi, il sultanato di Demak fu anche padrona dei porti di Jambi e Palembang nel Sumatra orientale. Demak ebbe un ruolo di primo piano nell'opporsi alle nuove potenze coloniali, in primis il Portogallo. Per ben due volte, Demak attacco i portoghesi dopo che questi ultimi avevano preso e conquistato Malacca, oltre ad attaccare le forze alleate ai portoghesi stessi e il regno di Sunda, fondando così il sultanato di Banten.
A Demak succedette il regno di Pajang, e poi il sultanato di Mataram; ne consegue che il seggio del potere si spostò dal Demak costiero, a Pajag, in Blora, e poi sempre più in entroterranelle terre Mataram a Kotagede, vicino all'odierna Yogyakarta. Il sultanato di Mataram raggiunse il suo apogeo durante il regno del sultano Agung Hanyokrokusumo tra il 1613 e il 1645.

### Giava coloniale
Nel 1619, gli olandesi fondarono il loro quartier generale a Batavia, e ben presto, Giava cadde sotto la Compagnia olandese delle Indie orientali, che eventualmente avrebbe preso il possesso anche della maggior parte del sudest asiatico. Gli intrighi e le guerre di successioni, oltre che all'interferenza degli olandesi, provocarono la divisione del sultanato di Mataram in quelli di Surakarta e Yogyakarta. Un'aggiunta separazione dei reami giavanesi fu segnata dalla fondazione dei principati di Mangkunegaran e Pakualaman. Sebbene il vero potere politico in quei tempi apparteneva ai Paesi Bassi coloniali, i re giavanesi, nei loro keraton, avevano ancora il loro prestigio nei loro reami giavanesi, soprattutto su e intorno a Surakarta e Yogyakarta.
Il dominio olandese fu brevemente interrotto dall'arrivo del Regno Unito nel primo XIX secolo. Seppur breve, l'amministrazione inglese, guidata da Stamford Raffles, fu importante, e incluse la riscoperta di Borobudur. I conflitti con le potenze straniere ebbero come esempio la Guerra di Giava tra il 1825 e il 1830, e la guida del principe Diponegoro.
Come nel resto delle Indie orientali olandesi, l'isola di Giava fu conquistata dall'impero giapponese durante la seconda guerra mondiale. Con la sconfitta del Giappone, la repubblica d'Indonesia dichiarò l'indipendenza.

### La repubblica d'Indonesia
Una volta che l'indipendenza dell'Indonesia fu proclamata il 17 agosto 1945, le ultime monarchie sovrane giavanesi, rappresentati dal Sultano Sri di Yogyakarta, dal Sunanato di Surakarta e dal principe di Mangkunegara, dichiararono di voler far parte della repubblica indonesiana.
In seguito, Yogyakarta e Pakualam si sarebbero uniti per formare la Regione Speciale di Yogyakarta. Il Sultano Sri divenne governatore di Yogyakarta, e il principe di Pakualaman divenne vice-governatore; entrambi divennero responsabili al presidente d'Indonesia. La Regione Speciale di Yogyakarta nacque dopo la fine della guerra d'indipendenza, e formalizzata il 3 agosto 1950. Surakarta venne poi assorbita come parte della provincia di Giava Centrale.

## Cultura

### Letteratura
Nagarakrtagama